# Бойдман Юрій Михайлович
Юр́ій Мих́айлович Бо́йдман (2 лютого 1952, Славута, Хмельницька область) — німецький (до 1997 року — український) шахіст, міжнародний майстер (1992).

## Біографія
Народився у Славуті Хмельницької області. Закінчив автомобільний технікум у Житомирі. З 1994 року постійно проживає в Німеччині.
Брав участь у семи фінальних турнірах чемпіонатів України, найкращого результату досяг у 1993 році, посівши 7-ме місце.
П'ятиразовий чемпіон Житомирської області (1974—1988). Фіналіст першості збройних сил СРСР (1976), у 1979 році переміг у зональному турнірі в Читі, випередивши, зокрема, Володимира Карасьова та Фелікса Левіна. У 1981 році йому присвоєно звання майстра спорту СРСР.
На клубному рівні виступав за збірну Прикарпатського військового округу, де на третій шахівниці виконав норму майстра на командному чемпіонаті збройних сил СРСР в Алма-Аті (1979).
З 1997 року представляє Німеччину. У 2000 році отримав звання міжнародного майстра, виконавши норми на турнірах у Гельзенкірхені (1999) та Лойтерсдорфі (2000).
Успішно виступав на багатьох міжнародних опенах, зокрема:
- переможець турнірів у Франкфурті-на-Майні (2001, 2005), Бад-Годесберзі (2007—2009), Лампертгаймі (2001), Дортмунді (2003), Селесті (2006), Мьонезее (2007), Ліппштадті (2010), Бад-Бертріху (2014);
- переможець «Sparkassen A-Open» у Дортмунді (2003)[1];
- переможець 4-го меморіалу Карла Мала у Франкфурт-Грізхаймі (2000);
- переможець «Rhein-Main-Open» у Франкфурті (2001);
- неодноразовий призер турнірів у Селесті (2005, 2006), Айнгаузені (2012), Вормсі (2013).

У 2014 році став чемпіоном Німеччини серед сеньйорів, набравши 8 очок із 9 можливих на турнірі в Бад-Нойєнарі.
Виступав у німецькій шаховій бундеслізі за клуби «SC Remagen» (2006—2009), «SC Heimbach-Weis/Neuwied» та «SV Andernach». Також грав за «KSK 47 Eynatten» у Бельгії (чемпіон Бельгії 2004) і «De Sprénger Echternach» у Люксембурзі (чемпіон Люксембургу в 2005, 2009, 2011, 2013, 2015, 2016 роках). У складі цих клубів брав участь у Кубку європейських клубів у 2003, 2004, 2011, 2013 та 2015 роках.
Тренувався під керівництвом українського фахівця Михайла Тросмана. Серед інших учнів Тросмана — Йосип Дорфман, Олександр Хузман, Сергій Кривошея.

## Турнірні результати

### Чемпіонати України
Юрій Бойдман зіграв у семи фінальних турнірах чемпіонатів України, набравши загалом 34 очки з 79 можливих.
| Рік  | Місто           | Турнір                 | + | − | = | Результат | Місце |
| ---- | --------------- | ---------------------- | - | - | - | --------- | ----- |
| 1973 | Дніпропетровськ | 42-й чемпіонат України | 5 | 8 | 0 | 5 з 13    | 66    |
| 1974 | Львів           | 43-й чемпіонат України |   |   |   | 3 з 13    | 56—57 |
| 1977 | Житомир         | 46-й чемпіонат України | 3 | 5 | 1 | 3½ з 9    | 29—31 |
| 1983 | Мелітополь      | 52-й чемпіонат України | 4 | 4 | 1 | 4½ з 9    | 23—33 |
| 1991 | Сімферополь     | 60-й чемпіонат України | 4 | 4 | 5 | 6½ з 13   | 7—8   |
| 1993 | Донецьк         | 62-й чемпіонат України | 4 | 4 | 5 | 6½ з 13   | 7     |
| 1994 | Алушта          | 63-й чемпіонат України | 4 | 3 | 2 | 5 з 9     | 40—64 |